# تینی کانسینو
تینی کانسینو (انگلیسی: Tinì Cansino؛ زادهٔ ۲۳ سپتامبر ۱۹۵۹) بازیگر، شوگرل و سلبریتی اهل یونان است که بیشتر در فیلم‌های اِروتیک و کمدی بازی می‌کرد.
از فیلم‌ها یا برنامه‌های تلویزیونی که وی در آن نقش داشته است می‌توان به درایو این، کاترینا و دخترانش، آرابلا فرشته سیاه و لذت بسیار اشاره کرد.